# Liste des secrétaires généraux pour l'administration du ministère des Armées
La liste des secrétaires généraux pour l'administration recense les hauts fonctionnaires français ayant dirigé le secrétariat général pour l'administration (SGA) du ministère des Armées.
Il existe également un secrétaire général du ministère de l'Intérieur, du ministère des Affaires étrangères et du ministère de la Justice.

## Histoire
Le poste de secrétaire général pour l'administration du ministère des Armées est institué sous la Cinquième République par le décret no 61-309 du 5 avril 1961 fixant les attributions
du secrétaire général pour l'administration,. Ses fonctions sont précisées ensuite par le décret no 62-811 du 18 juillet 1962 fixant les attributions du ministre des Armées :

« Art. 4. — Dans l’exercice de ses attributions, le ministre des Armées est assisté de :
(...)
2o En matière administrative, financière et sociale, par un secrétaire général pour l’administration. »

## Liste
| Portrait                                     | Qualité                                       | Secrétaire général      | Décret de nomination | Décret de nomination | Longévité        |
| -------------------------------------------- | --------------------------------------------- | ----------------------- | -------------------- | -------------------- | ---------------- |
|                                              | Maître des requêtes au Conseil d'État         | Bernard Tricot          | 3 septembre 1962     | [ a ]                | 4 ans, 298 jours |
|                                              | Maître des requêtes au Conseil d'État         | Marceau Long            | 27 juin 1967         | [ b ]                | 6 ans, 176 jours |
|                                              | Inspecteur des finances                       | Philippe Lacarrière (d) | 21 décembre 1973     | [ c ]                | 11 ans, 13 jours |
|                                              | Conseiller d'État                             | François Bernard (d)    | 4 janvier 1985       | [ d ]                | 363 jours        |
| Aucun secrétaire général entre 1986 et 1989. |                                               |                         |                      |                      |                  |
|                                              | Maître des requêtes au Conseil d'État         | Yannick Moreau          | 19 avril 1989        | [ e ]                | 2 ans, 81 jours  |
|                                              | Conseiller référendaire à la Cour des comptes | François Roussely       | 10 juillet 1991      | [ f ]                | 5 ans, 188 jours |
|                                              | Conseiller référendaire à la Cour des comptes | Jean-François Hebert    | 15 janvier 1997      | [ g ]                | 5 ans, 268 jours |
|                                              | Conseiller référendaire à la Cour des comptes | Évelyne Ratte (d)       | 16 octobre 2002      | [ h ]                | 2 ans, 275 jours |
|                                              | Contrôleur général des armées                 | Christian Piotre (d)    | 1er septembre 2005   | [ i ]                | 6 ans, 42 jours  |
|                                              | Contrôleur général des armées                 | Jean-Paul Bodin (d)     | 14 octobre 2011      | [ j ]                | 7 ans, 280 jours |
|                                              | Conseillère maître à la Cour des comptes      | Isabelle Saurat (d)     | 22 juillet 2019      | [ k ]                | 3 ans, 74 jours  |
|                                              | Inspecteur général de l'administration        | Christophe Mauriet (d)  | 5 octobre 2022       | [ l ]                | 2 ans, 161 jours |